# Martin Philadelphy
Martin Philadelphy (* 1971 in Innsbruck) ist ein österreichischer Fusion- und Rockmusiker (Gitarre, Komposition) und Songwriter.

## Leben und Wirken
Philadelphy begann nach einem Unfall mit 21 Jahren Gitarre zu spielen. Er legte 1997 sein Debütalbum In gnomini et Philadelphy Amen vor. Seitdem spielte er in der Formation Dezibel, im Duo Giant Dwarf mit Jeremy Carlstedt (Rabbitwood), mit Missing Dog Head (mit Chris Janka und Gustavo Costa), im Trio mit Wolfgang Mitterer und Josef Klammer (Badminton, 2010) und im österreichischen Fusion/Jazz-Rock-Projekt Paint (mit Christian Martinek, Didier Hampl, Georg Breinschmid, Jörg Höllwarth). Des Weiteren spielte in verschiedenen Konstellationen mit Marc Ribot, Victor Jones, Trevor Dunn, Patrick Pulsinger, David Wasik, Andy Haller, Christian Martinek, Robert Gernhardt (Ein Glück, 2008), Kresten Osgood, Jamie Saft, Tom Abbs, Dan Rieser und Cyro Baptista.
Laut der Tageszeitung Die Presse wechselt Philadelphy „wie einst Frank Zappa zwischen den Genres Rock, Jazz, Freie Improvisation und Spoken Poetry“; einige seiner Werke veröffentlichte er unter Pseudonymen wie Blind Idiot God und Elektro Farmer.

## Diskographische Hinweise
- Heimgespinnste 1 (Delphy Entertainment Rekords, 1999)
- Philadelphy’s Paint (Extraplatte, 2001)
- Trensch (Delphy Entertainment Rekords, 2011)
- Retrograde (Delphy Entertainment Rekords, 2016)
- Lichtfleck (Delphy Entertainment Rekords, 2021)[2]